# Orchesia fusiformis
Orchesia fusiformis är en skalbaggsart som beskrevs av Semyon Martynovich Solsky 1871. Orchesia fusiformis ingår i släktet Orchesia, och familjen brunbaggar. Arten har ej påträffats i Sverige.